# GOOD DAYS (愛内里菜の曲)
「GOOD DAYS」（グッド・デイズ）は、日本の歌手・愛内里菜の1作目の配信限定シングル。

## 概要
- デビュー11年目の第1弾作品として、初めてデジタル配信限定形態でのリリースを行った。
- 見たことの無い景色に立ち、初めての景色に希望を持って飛び立つんだというこれから始まる歌手人生の事を思って書いた歌詞である。

## 収録曲
1. GOOD DAYS
  - 作詞：愛内里菜　作曲：後藤康二　編曲：石井健太郎

## 収録アルバム
- LAST SCENE